# Rachel Miner
Rachel Anne Miner (New York, 29 luglio 1980) è un'attrice statunitense.

## Biografia
Proveniente da una famiglia da generazioni nel mondo dello spettacolo, Rachel Miner è figlia del professore Peter Miner e nipote del produttore Worthington Miner e dell'attrice Frances Fuller. Si è dedicata al cinema tra il 1990 e il 1995 per passare poi tra il 1996 e il 2000 alle conduzioni radiofoniche e al suo matrimonio. Dopo la fine del suo matrimonio è diventata conduttrice su un canale americano e ospite in vari programmi; nel 2004 ha rilanciato la sua carriera di attrice.

### Vita privata
Nel 1998, all'età di 18 anni, ha sposato il coetaneo Macaulay Culkin. I due si sono separati nel 2000 e hanno divorziato nel 2002.
Ultimamente, durante una convention della serie televisiva Supernatural alla quale partecipava, Rachel ha rivelato pubblicamente di soffrire di sclerosi multipla.

## Filmografia

### Cinema
- Alice, regia di Woody Allen (1990)
- La follia di Henry (Henry Fool), regia di Hal Hartley (1997)
- Joe the King, regia di Frank Whaley (1999)
- Bully, regia di Larry Clark (2001)
- Haven, regia di Frank E. Flowers (2004)
- Man of God, regia di Jefery Levy (2005)
- Little Athens, regia di Tom Zuber (2005)
- Circadian Rhythm, regia di René Besson (2005)
- Guy in Row Five, regia di Jonathon E. Stewart e Phil Thurman (2005)
- Fatwa, regia di John R. Carter (2006)
- The Still Life, regia di Joel Miller (2006)
- Thanks to Gravity, regia di Jessica Kavana Dornbusch (2006)
- Black Dahlia (The Black Dahlia), regia di Brian De Palma (2006)
- Onion Underwater, regia di Paul Sanchez IV - cortometraggio (2006)
- Penny Dreadful, regia di Richard Brandes (2006)
- Cult, regia di Joe Knee (2007)
- The Memory Thief, regia di Gil Kofman (2007)
- The Blue Hour, regia di Eric Nazarian (2007)
- Tooth and Nail, regia di Mark Young (2007)
- Hide, regia di K.C. Bascombe (2008)
- The Butterfly Effect 3: Revelations, regia di Seth Grossman (2009)
- Love & Distrust, regia collettiva (2010) - (episodio Grasshopper)
- The Love Affair, regia di Travis Huff - cortometraggio (2010)
- 51, regia di Jason Connery (2011)
- Life of Lemon, regia di Randy Kent (2011)
- In Their Skin, regia di Jeremy Power Regimbal (2012)
- Frank the Bastard, regia di Brad Coley (2013)
- Elwood, regia di Louis Mandylor - cortometraggio (2014)

### Televisione
- Shining Time Station: 'Tis a Gift, regia di Gregory Lehane – film TV (1990)
- Sentieri (The Guiding Light) – serial TV, 71 episodi (1991–1995)
- Sex and the City – serie TV, episodio 2x17 (1999)
- NY-LON – miniserie TV, 7 puntate (2004)
- Bones – serie TV, episodio 1x08 (2005)
- Medium – serie TV, episodio 2x17 (2006)
- CSI - Scena del crimine (CSI: Crime Scene Investigation) – serie TV, episodio 6x21 (2006)
- Senza traccia (Without a Trace) – serie TV, episodio 5x05 (2006)
- Fear Itself – serie TV, episodio 1x01 (2008)
- The Cleaner – serie TV, episodio 1x09 (2008)
- Californication – serie TV, 12 episodi (2007-2008)
- CSI: Miami – serie TV, episodio 7x15 (2009)
- Life – serie TV, episodio 2x11 (2009)
- Psycho Girlfriend – serie TV, episodio 1x03 (2009)
- Cold Case - Delitti irrisolti (Cold Case) – serie TV, episodio 7x15 (2010)
- The Online Gamer – serie TV, episodi 1x01-1x05 (2009-2010)
- Army Wives - Conflitti del cuore (Army Wives) – serie TV, episodio 4x17 (2010)
- No Ordinary Family – serie TV, episodio 1x05 (2010)
- Terriers - Cani sciolti (Terriers) – serie TV, episodi 1x01-1x13 (2010)
- Criminal Minds – serie TV, episodio 6x15 (2011)
- Person of Interest – serie TV, episodio 1x13 (2012) - non accreditata
- Sons of Anarchy – serie TV,  episodi 4x06-5x01-5x02 (2011-2012)
- Chicago Fire – serie TV, episodio 8x17 (2020)
- Supernatural – serie TV, 10 episodi (2009-2020)

## Doppiatrici italiane
Nelle versioni in italiano delle opere in cui ha recitato, Rachel Miner è stata doppiata da:
- Rachele Paolelli in Haven[1]
- Emanuela D'Amico in CSI - Scena del crimine[2]
- Paola Majano in Californication[3]
- Domitilla D'Amico in CSI: Miami[4]
- Antonella Baldini in Cold Case - Delitti irrisolti[5]
- Guendalina Ward in Sons of Anarchy[6]